# Kasteel van Mesnières
Het Kasteel van Mesnières (Frans: Château de Mesnières) is een kasteel in de Franse gemeente Mesnières-en-Bray.